# Śledztwo w sprawie wykorzystywania dzieci na Jersey

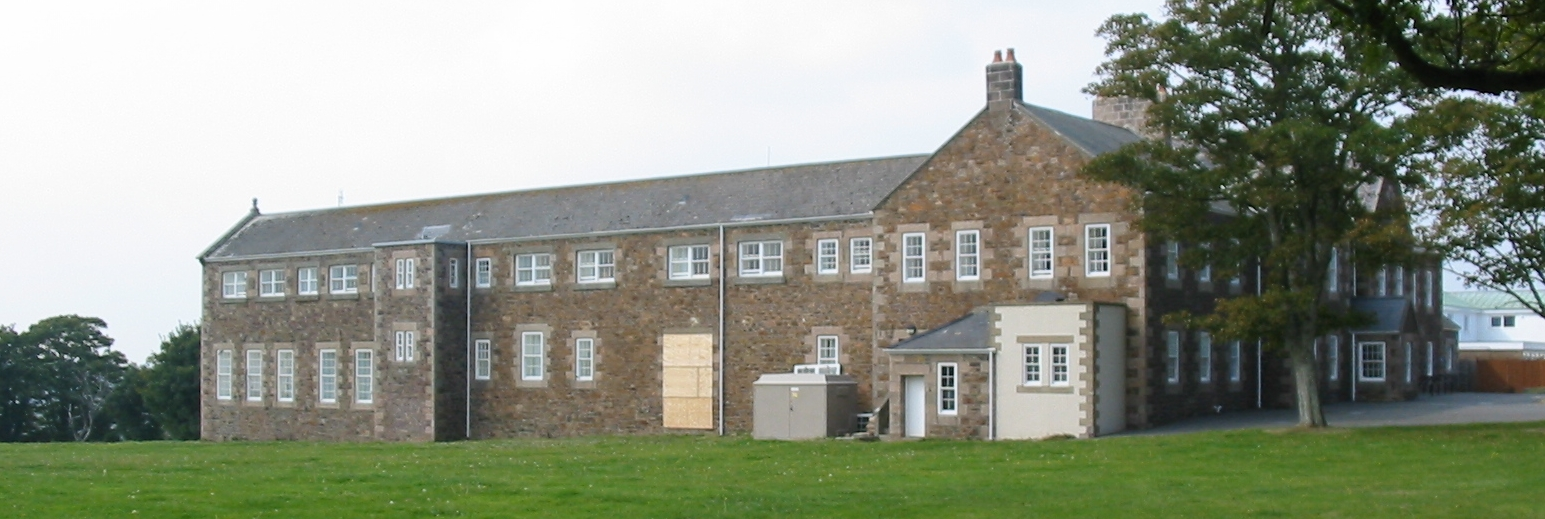
Boczna ściana sierocińca Haut de la Garenne w 2008 roku. Część fasady zabito deskami po badaniach kryminalistycznych

Śledztwo w sprawie wykorzystywania dzieci na Jersey – dochodzenie na temat historycznych przypadków molestowania dzieci na Jersey, które rozpoczęło się wiosną 2007 roku. Wcześniej pracownik socjalny Simon Bellwood złożył skargę dotyczącą „systemu dickensowskiego” w sierocińcu. Na oddziale, w którym pracował dzieci w wieku od 11 lat były notorycznie zamykane w izolatce na 24 godziny lub dłużej. Szersze śledztwo w tej sprawie, trwające od kilku dziesięcioleci, upubliczniono w listopadzie tego roku. Kwestia przyciągnęła uwagę międzynarodową po tym jak policja rozpoczęła śledztwo na terenie dawnego sierocińca a ówczesnego hostelu Haut de la Garenne.

## Dochodzenie
Szeroko zakrojone rządowe dochodzenie rozpoczęło się w 2006 r. i przekształciło się w policyjne w rok późnej. Zeznania świadków wielokrotnie wskazywały na Haut de la Garenne – w którym przebywało jednocześnie do 60 dzieci – jako na miejsce, w którym dochodziło do aktów przemocy.
W okresie od końca lutego do lipca 2008 r. zespoły kryminalistyczne przeszukiwały budynek, co było szeroko komentowane w mediach.
Odkrycie fragmentu, który wstępnie określono na odłamek czaszki dziecka zostało szeroko nagłośnione, ale późniejsze badania kryminalistyczne potwierdziły, że nie była to ludzka kość. Okazało się następnie, że zespół medycyny sądowej przed ogłoszeniem odkrycia poinformował policję, że przedmiot mógł pochodzić z okresu nieobjętego dochodzeniem: z czasów dawnego cmentarza czy nawet prehistorii. W lutym 2009 roku policja stanu Jersey (States of Jersey Police) wysłała fragment do Kew Gardens w Wielkiej Brytanii w celu dalszych analiz. W maju tamtejsi eksperci stwierdzili, że był częścią owocu Cocos nucifera, czyli inaczej kawałkiem łupiny orzecha kokosowego.
Do zakończenia wykopalisk i badań w Haut de la Garenne policja przesiała ponad 150 ton ziemi. Znaleziono 65 ludzkich zębów mlecznych, pochodzących od 10 do 65 osób w wieku od 6 do 12 lat i wyglądających na takie, które wypadły w sposób naturalny. Pomijając dużą ilość kości zwierzęcych, tylko trzy fragmenty (największy 25 mm – 1 cal – długości) zostały zidentyfikowane jako prawdopodobnie ludzkie. Dwa z nich datowane są na lata 1470-1650, a trzecie 1650-1950.

### Zmiana zespołu dochodzeniowego
We wrześniu 2008 roku nadinspektor Mick Gradwell z Lancashire Constabulary objął w dochodzeniu stanowisko starszego oficera śledczego. Wcześniej w sierpniu David Warcup, zastępca komendanta Northumbria Police, został przeniesiony do Jersey. Nowy zespół rozpoczął kontrolę dotychczasowego przebiegu śledztwa.
W listopadzie 2008 David Warcup wyraził „ubolewanie” w związku z podawaniem w trakcie dochodzenia wprowadzających w błąd informacji. Stanowczo zakwestionowano ten zarzut. Warcup stwierdził, że „nie ma dowodów” na morderstwa dzieci w Haut de la Garenne, chociaż sugerowano w wypowiedziach medialnych co innego. Nic też nie wskazywać miało na możliwość dewastacji ciał rzekomych ofiar w budynku. Wstępne doniesienia o plamach krwi, tajnych podziemnych komnatach, tajemniczych dołach i metalowych kajdanach określił jako efekt błędnej identyfikacji.

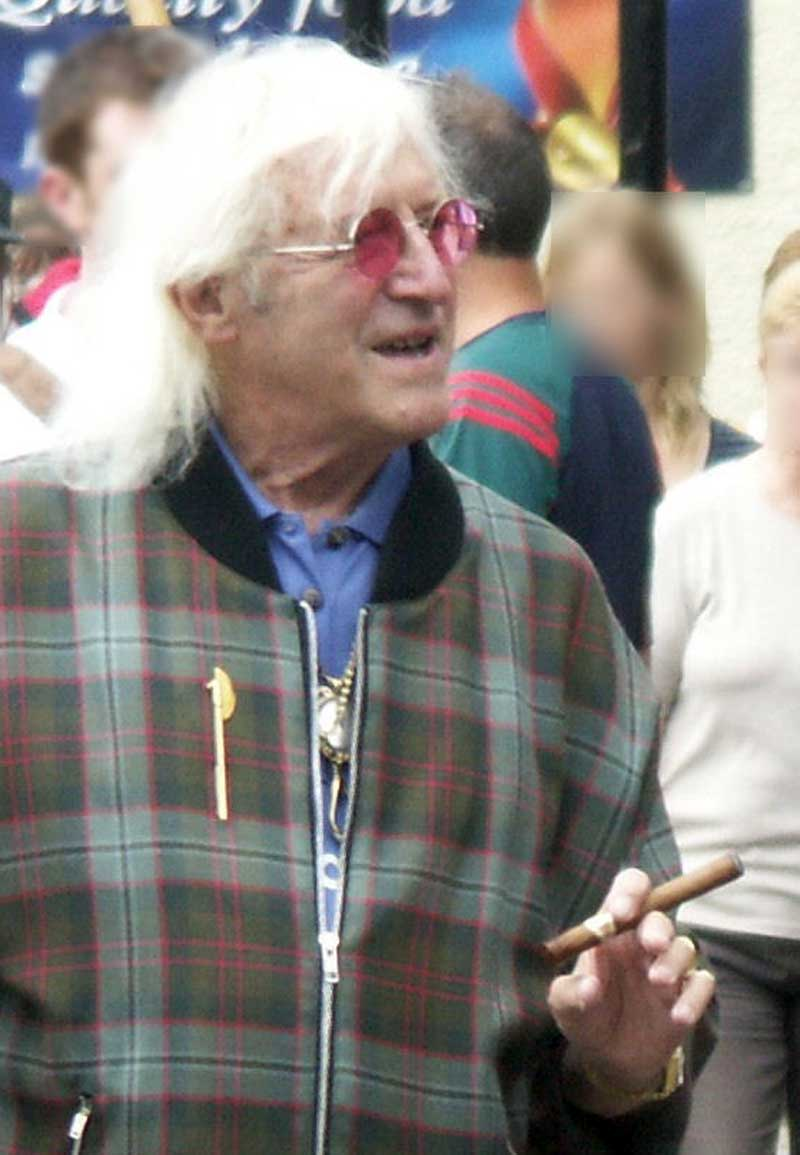
Skazany dziennikarz, Jimmy Savile

Dziennikarz BBC Jimmy Savile wniósł w marcu 2008 postępowanie sądowe przeciwko gazecie „The Sun”, która – jak twierdził – w kilku artykułach błędnie powiązała go ze sprawą Haut de la Garenne. Początkowo zaprzeczył, jakoby odwiedził sierociniec, lecz przyznał się po opublikowaniu jego zdjęcia zrobionego tam, w otoczeniu dzieci. Policja Jersey podała, że w 2008 r. wszczęto dochodzenie w sprawie zarzutu napaści Savile’a na sierociniec w latach 70. XX wieku, ale nie było wystarczających dowodów, aby je kontynuować. Po śmierci dziennikarza setki Brytyjczyków żądało skazania go. Niektórzy z nich byli wychowankami Haut de la Garenne.
W 2012 roku zmarły aktor Wilfrid Brambell został oskarżony o molestowanie dwóch chłopców w wieku 12–13 lat w latach 70. na Jersey. Jedno z dzieci także mieszkało w Haut de la Garenne.

## Liczba oskarżonych
Policja Jersey odnotowała zgłoszenia dotyczące molestowania ze strony 100 osób. W ramach szerszego śledztwa przeprowadzono dochodzenie w sprawie 18 głównych podejrzanych, ale w 2009 r. Prokurator Generalny stwierdził, że znaczna liczba tych skarg nie nadaje się do rozpatrzenia przez sądy karne, włączając w to „zmuszanie do wzięcia zimnego prysznica, szczypanie w okolicy ucha, klepanie po głowie i klepanie mokrym ręcznikiem”.
Dokonano aresztowań i postawiono zarzuty, a i od sierpnia 2009 r. śledztwo kontynuowano. Policja stwierdziła jednak, że liczba postępowań nie będzie taką, jaką pierwotnie zgłoszono, a nadinspektor Gradwell w sierpniu 2009 r. powiedział, że problemy z prowadzeniem dochodzenia przed jego przejęciem „spowodowały bardzo wysoki poziom oczekiwań wśród skarżących i opinii publicznej” oraz „duża liczba osób będzie ścigana”.Spośród sześciu spraw dopuszczonych do prokuratury w sierpniu 2008 r. w trzech postawiono zarzuty, a do czerwca 2009 r. stwierdzono, że nie stanie się to w pozostałych przypadkach z „powodów prawnych i dowodowych” – jak wyjaśnił Prokurator Generalny. 
Nadinspektor Gradwell oświadczył w sierpniu 2009 r., iż wszyscy funkcjonariusze z Wielkiej Brytanii współpracujący z policją Jersey zgodzili się z taką decyzją Prokuratora, prawników i niezależnych prawników, lecz „prawdopodobnie zostanie oskarżonych kilka innych osób”. W dniu 27 lutego 2010 r. małżeństwo ze Szkocji oskarżono o szereg napaści pospolitych (prawo angielskie: common assaults) w stosunku do dzieci podczas pracy w Haut de la Garenne w latach 70. i 80. XX wieku.

## Wyroki
W maju 2009 r. wówczas 46-letni Michael Aubin, przyznał się przed Sądem Królewskim (Royal Court) w Jersey do dwóch zarzutów rażącej nieprzyzwoitości i dwóch napaści na dzieci poniżej 10 roku życia, gdy sam był dzieckiem mieszkającym w Haut de la Garenne. W dniu 22 czerwca 2009 r. – po spędzeniu 19 miesięcy w areszcie – został skazany na dwa lata w zawieszeniu. Rozprawie przewodniczył Komisarz Sądu Królewskiego, Julian Clyde-Smith.
W sierpniu 2009 roku Gordon Claude Wateridge, wtedy 78-latek, został uznany winnym ośmiu zarzutów napaści na tle seksualnym i jednej napaści, a uniewinniony od 11 napaści seksualnych i zarzutu podżegania do takiej napaści. Wszystkie sprawy dotyczyły okresu jego pracy jako opiekuna w Haut de la Garenne w latach 70.. Przewodniczący Sądu Królewskiego, Sir Christopher Pitchers, ostrzegł Wateridge’a, aby spodziewał się za takie „nadużycie zaufania” kary bez zawieszenia. 21 września niższa izba Sądu (Inferior Number) skazała go na 2 lata więzienia.
Również w sierpniu Claude Donnelly (69 l.), został skazany przez wyższą izbę Sądu (Superior Number) na łącznie 15 lat więzienia, po dwóch procesach prowadzonych w maju i czerwcu 2009 r. za przestępstwa wobec młodych dziewcząt z lat 1968–1982. Przestępstwa te nie miały związku z Haut de la Garenne. W pierwszym przypadku kara dotyczyła jednego gwałtu i trzech napaści na tle seksualnym, w drugim – dziesięciu napaści seksualnych, czterech gwałtów, jednego czynu niemoralnego. Przewodniczący Sądu Królewskiego powiedział, że jego czyny miały okropny wpływ na ofiary i dlatego wysoki wymiar kary jest uzasadniony.
Listopad 2010 r.. Morag i Anthony Jordan – małżeństwo pracujące w Haut de la Garenne w latach 70. – zostało skazane za osiem odrębnych zarzutów o przemoc fizyczną i otrzymali kary więzienia od sześciu do dziewięciu miesięcy. Morag Jordan została uniewinniona od kolejnych 28 zarzutów, a jej mąż – czterech.

## Krytyka dochodzenia
Pierwotne śledztwo w Haut de la Garenne spotkało się z krytyką w środowisku Jersey i poza nim.

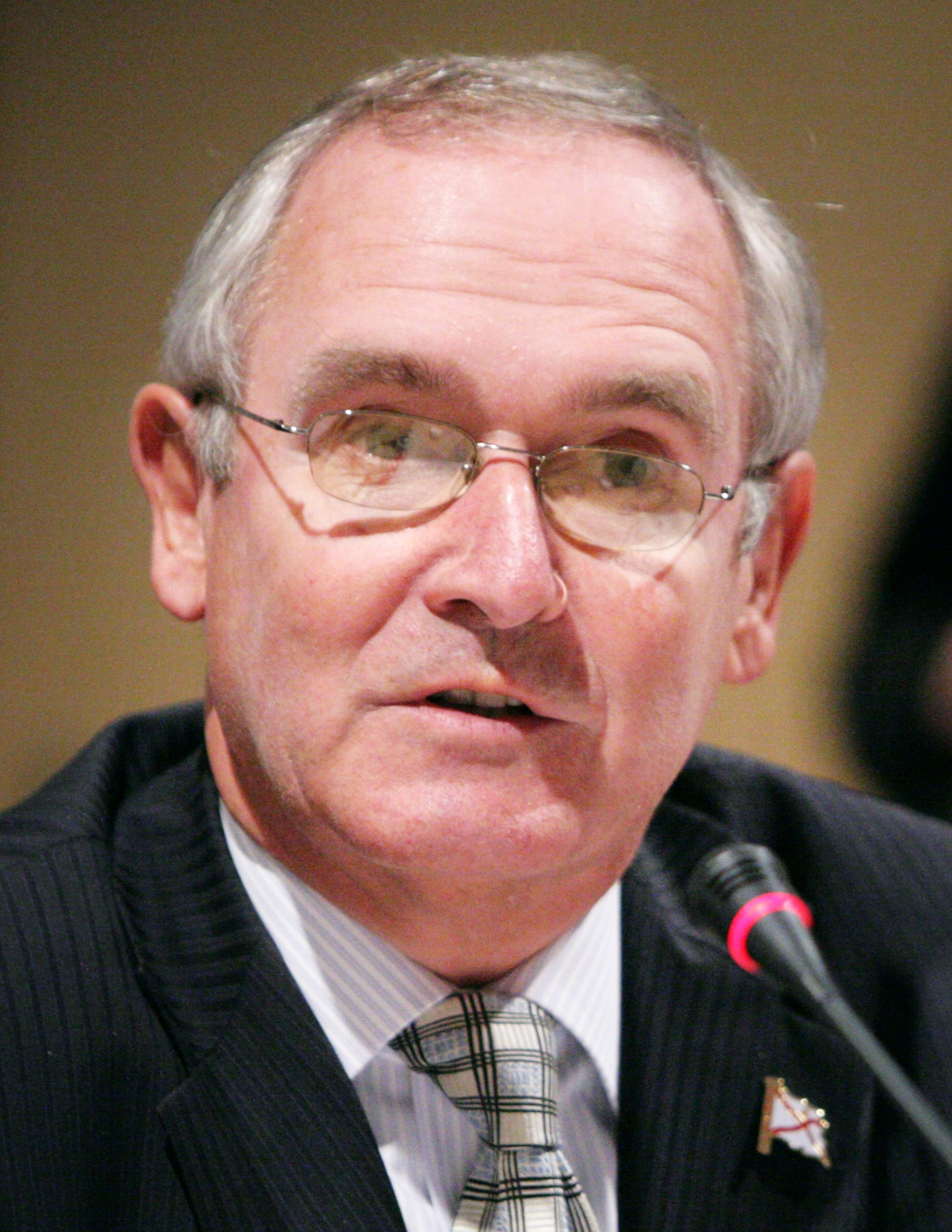
Były szef rządu Jeresy, Frank Walker

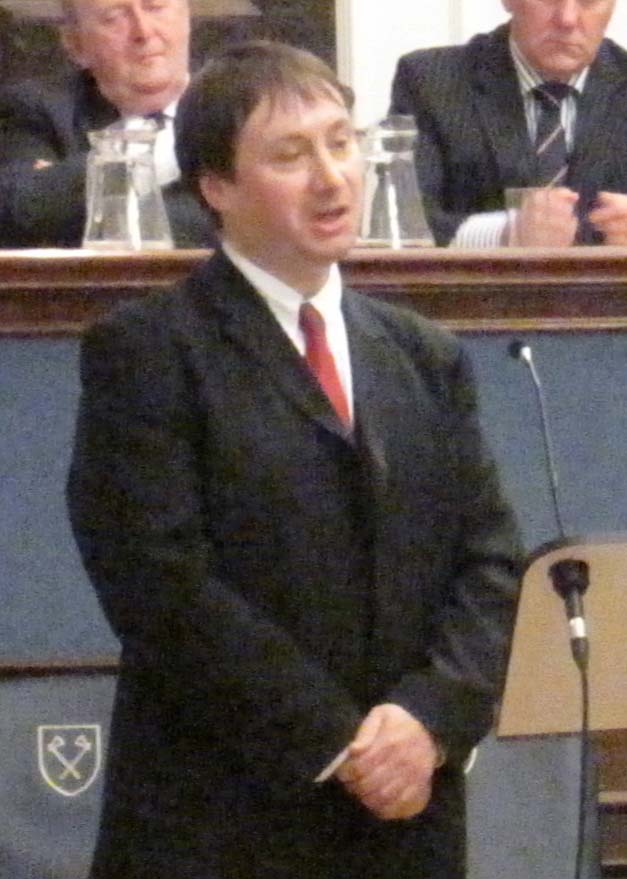
Były senator i zwolennik niezależnego dochodzenia. Stuart Svyret

Były minister zdrowia i usług społecznych, Stuart Syvret, oznajmił, że na początku 2007 roku dowiedział się o przypadkach przemocy i wezwał do wszczęcia niezależnego dochodzenia. Frank Walker, pierwszy minister, oskarżył go o zniszczenie reputacji Jersey w rozmowach na ten temat z mediami, jednocześnie oświadczając o „całkowitej” pewności co do rygorystyczności i profesjonalizmu śledztw. Stwierdził też: „W Jersey nie ma schronienia dla nikogo, kto znęcał się nad dziećmi lub w jakikolwiek sposób w tym uczestniczył. I nic nie przeszkodzi w wymierzeniu sprawiedliwości”. Prokurator Generalny, dysponujący prawem wydania nakaz ścigania, stwierdził: „sprawiedliwości stanie się zadość” pomimo opóźnień w śledztwie.
Pojawiały się sugestie, że niektóre odnalezione dowody mogą w rzeczywistości być rekwizytami z realizowanego w budynku serialu telewizyjnego Bergerac.
Brytyjski poseł John Hemming powiedział, że według niego nie ma wątpliwości, iż podejmowano próby zatuszowania sprawy. On i senator Syvret zwrócili się o pozwolenie na złożenie wniosku o rozpatrzenie przez sąd decyzji brytyjskiego ministra sprawiedliwości Jacka Strawa, wyłączającej możliwość interwencji rządu Wielkiej Brytanii. Wezwali do analizy sprawy przez organy niezwiązane z rządem Jersey. Uzasadniali to tym, że system prawny wyspy nie może zagwarantować sprawiedliwego procesu w dochodzeniu na taką skalę. Ich wniosek w marcu 2009 r. oddalił Wysoki Trybunał (High Court) w Londynie.
Krytyka nasiliła się po wycofaniu przez policję roszczeń dowodowych w listopadzie 2008 roku, a śledztwo zaczęło otrzymywać przydomek shambles („bałagan”, albo „wleczące się”). Sugerowano, że prowadzący wyciągają wnioski pochopnie. Kwestionowano także używanie tych samych psów tropiących, których pracę skrytykowano przy sprawie zaginięcia Madeleine McCann.
Komendant policji Jersey, Graham Power, został zawieszony w listopadzie 2008 r. i miało zostać podjęte śledztwo na temat sposobu prowadzenia przez niego sprawy sierocińca, w tym słów przekazywanych mediom.
Zwolennicy Aubina, Wateridge’a i Donnelly’ego argumentowali w postępowaniu przygotowawczym, że sensacja wokół dochodzenia miałaby niekorzystny wpływ na sprawy przeciwko ich klientom oraz że istniała presja polityczna, aby wnieść oskarżenie. Komisarz Sądu Królewskiego Sir Christopher Pitchers – emerytowany sędzia Sądu Najwyższego Anglii i Walii, wyznaczony do przewodniczenia procesom Wateridge’a i Donnelly’ego – odrzucił wnioski obrony o zawieszenie postępowania, choć określił działania komendanta „wzbudzaniem szaleńczego zainteresowania”. Uważał, że policyjne oświadczenia z listopada 2008, iż nie doszło jednak do morderstw dzieci, w dużym stopniu przyczyniły się do złagodzenia skutków wcześniejszego rozgłosu.
Nadinspektor Gradwell przeszedł na emeryturę w sierpniu 2009 r., po wygaśnięciu jego umowy, i wrócił do Wielkiej Brytanii. Odchodząc, określił śledztwo prowadzone do czasu jego przybycia „źle zarządzanym bałaganem”, mając na myśli głównie uznanie wykopalisk w Haut de la Garenne za bezpodstawną „stratę publicznych pieniędzy, czasu i wysiłku". We wrześniu 2009 roku Lenny Harper opublikował szczegółowe kontrargumenty do tych twierdzeń.

## Śledztwo dziennikarskie
W 2011 r. amerykańska dziennikarka Leah McGrath Goodman oświadczyła, że otrzymała zakaz wstępu do Wielkiej Brytanii i na Jersey na okres dwóch lat, w momencie kiedy zbierała informacje o zarzutach molestowania. Według doniesień rzekomy zakaz został skrócony do jednego roku po interwencji Johna Hemminga, posła do Parlamentu Wielkiej Brytanii i innych. We wrześniu 2012 r. Trevor Pitman, jeden z deputowanych okręgu Saint Helier, rozpoczął kampanię i zbiór petycji w celu zniesienia zakazu, by dziennikarka mogła dokończyć pracę. Ostatecznie Goodman otrzymała wizę w 2013 roku.

## Nowe dochodzenie
W lipcu 2013 r. z inicjatywy Iana Gorsta, ówczesnego szefa rządu Jersey, rozpoczęto nowe niezależne dochodzenie, któremu przewodniczyła Sally Bradley QC, Deputy Judge Sądu Najwyższego Anglii i Walii. Wkrótce po nominacji sędzia zachorowała, start dochodzenia został opóźniony, a jej miejsce zajęła Frances Oldham QC. Raport z niego, nieprzychylny ówczesnym władzom Jersey, odczytano w lipcu 2017 r..

## W kulturze
W ramach dziennikarstwa obywatelskiego relacje z dochodzeń zamieszczali i swoje poparcie dla domniemanych ofiar wyrażali na blogach Neil McMurray i Rico Sorda.
Zarówno pokrzywdzeni w sprawie (m.in. Carrie Modral, David Coates), aktywiści ich popierający, jak ówcześni włodarze wyspy wystąpili w czteroodcinkowym programie dokumentalnym produkcji francuskiej Jersey Way – Jak to w Jersey (oryg. Le ventre de la bete; reż. Dominique Baumard i Antoine Guerre). Twórcy spojrzeli na sprawę, a w ostateczności na całą wyspę, z każdej perspektywy. Program emitowany był na kanale TVP Dokument.